# Animal (Troye Sivan)
Animal è un singolo del cantante australiano Troye Sivan, pubblicato il 9 agosto 2018 come quarto estratto dal secondo album in studio Bloom.

## Descrizione
Il brano è stato scritto da Brett McLaughlin, Bram Inscore, Josiah Sherman, Ariel Rechtshaid, Troye Sivan Mellet, Jack Latham e Alexandra Hughes.

## Tracce
1. Animal – 4:25